# Fabio Lanzoni

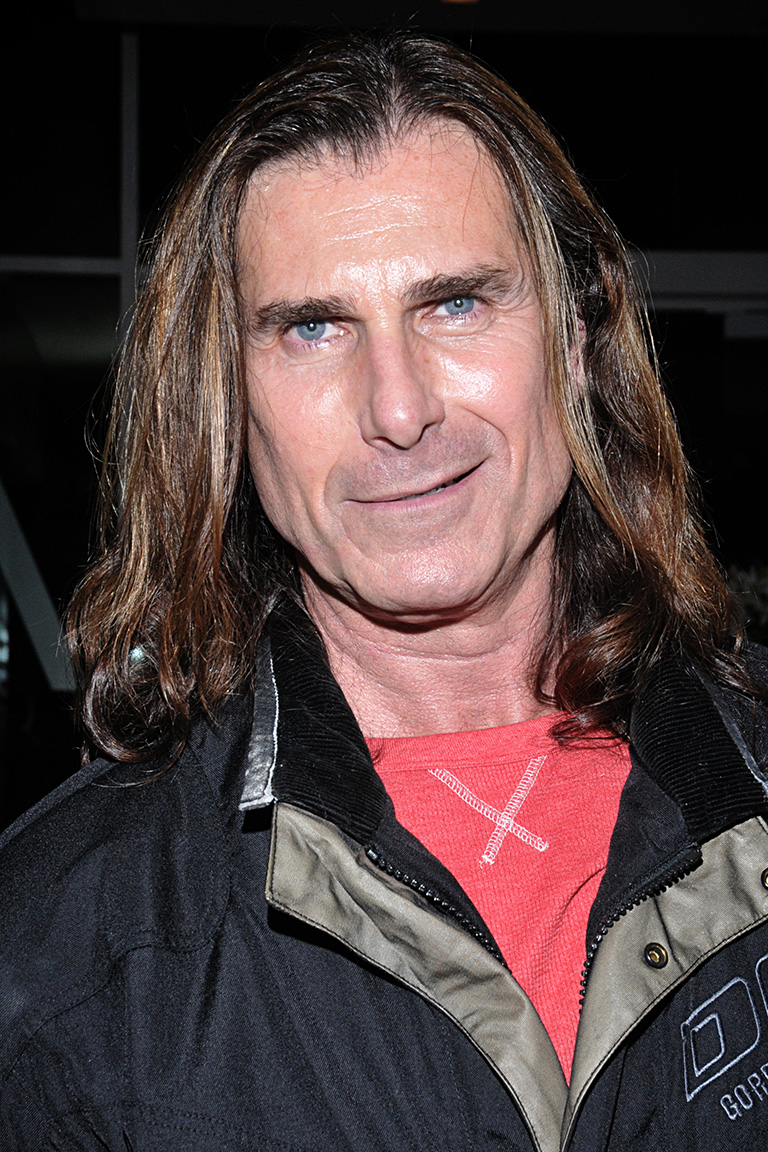
Fabio Lanzoni (2014)

Fabio Lanzoni (* 15. März 1959 in Mailand), bekannt unter seinem Mononym Fabio, ist ein italienisches Model und Filmschauspieler.

## Leben
In den 1980er Jahren zog er in die Vereinigten Staaten, wo er lange als Model arbeitete und auf zahlreichen Titelseiten von Liebesromanen erschien. Fabio Lanzoni wurde bekannt, da er ab Ende der 1980er und 1990er Jahre auf dem Cover von zahlreichen Liebesromanen zu sehen war. Aufgrund der Verkaufserfolge von Romanen mit ihm auf dem Cover wurden daraufhin auch von Ghostwritern geschriebene Bücher unter seinem Pseudonym veröffentlicht. Ab den 1990er Jahren wurde er Darsteller bei Film, Fernsehserien und Werbespots. So spielte er in den Filmen Der Tod steht ihr gut, Ey Mann, wo is’ mein Auto?, Zoolander und Bubble Boy mit. Er spielte in zahlreichen Kleinstrollen meist sich selbst, dabei oftmals selbstironisch.
2016 nahm er die US-amerikanische Staatsbürgerschaft an.

## Filmografie (Auswahl)
- 1961: Maciste, der Sohn des Herkules (Maciste nella terra dei ciclopi)
- 1990: Der Exorzist III (The Exorcist III)
- 1991: Ein ganz normaler Hochzeitstag (Scenes from a Mall)
- 1991: Auf die harte Tour (The Hard Way)
- 1992: Der Tod steht ihr gut (Death Becomes Her)
- 1993: Acapulco H.E.A.T (Fernsehserie, 5 Folgen)
- 1996: Eddie
- 1996: Agent 00 – Mit der Lizenz zum Totlachen (Spy Hard)
- 1997: Eine starke Familie (Fernsehserie, 1 Folge)
- 2000: Ey Mann, wo is’ mein Auto? (Dude, Where’s My Car?)
- 2001: Zoolander
- 2001: Bubble Boy
- 2002–2012: Reich und Schön (The Bold and the Beautiful, Fernsehserie, 3 Folgen)
- 2010: Big Time Rush (Fernsehserie, 3 Folgen)
- 2014: Dumbbells
- 2015: Knight of Cups
- 2017: Sharknado 5: Global Swarming (Fernsehfilm)